# 特萊豐角
特萊豐角（英語：Telefon Point），是南極洲的海岬，位於南設得蘭群島的喬治王島，處於德梅角西南面3.2公里，在1977年由英國南極名稱諮詢委員會命名，現時由南極條約體系管理。